# Divisões administrativas em 1924
Nesta página encontrará referências aos acontecimentos directamente relacionados com a regiões administrativas ocorridos durante o ano de 1924.

## Eventos
- Em Portugal, Portimão é elevada à categoria de cidade.